# Liptovský Ján
Liptovský Ján (maďarsky Szentiván) je obec na Slovensku v Žilinském kraji, okrese Liptovský Mikuláš na Liptově, žije v ní přibližně 1 100 obyvatel. V obci se nachází mnoho pamětihodností, zachovalo se zde například 13 kaštelů. Nejvýznamnějším místem obce je románsko-gotický kostel sv. Jana Křtitele ze 13. století. V okolí byly nalezeny léčivé prameny. Díky nim zde vzniklo koupaliště Kaďa.

## Historie

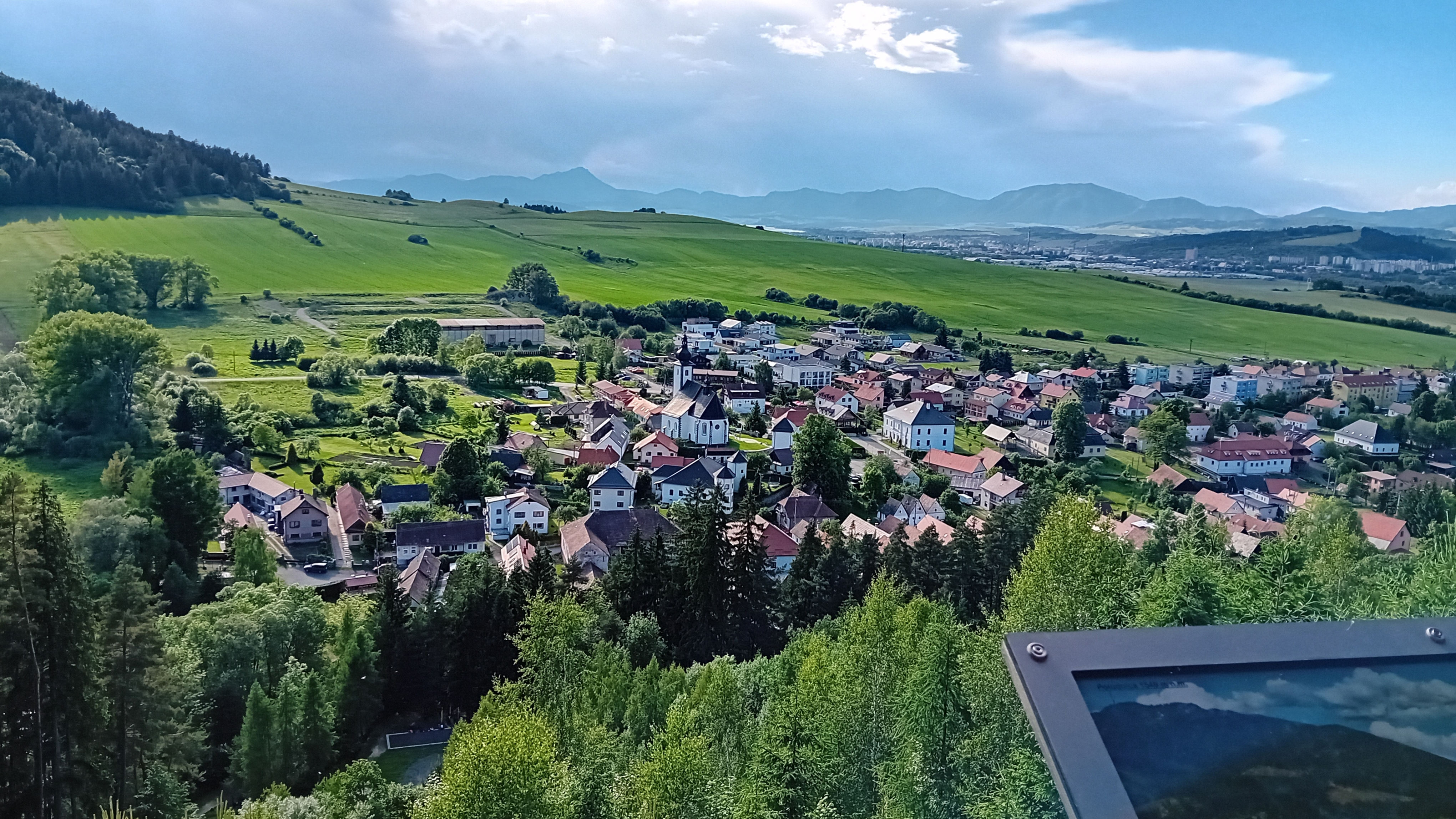
Část obce s gotickým kostelem

Rok 1200 je rokem první písemné zmínky, která pojednává o modlitebně na místě dnešního kostela. Další zmínka se objevuje až v roce 1263, kdy král Béla IV. přenechává území dnešního Liptovského Jána Bohumírovi, synu Vavřince, a jeho šesti synům (Bodů, Mikuláš, Jan, Vavřinec, Dionýz a Bohumír II.). Ti se stali zakladateli zemanských rodů v některých liptovských vesnicích: Svätojánských (Szentiványi), Baánovcov a Smrečániovcov (Szmrecsányi). Sám Bohumír později začal rýžovat zlato z potoka Bocianka a založil si soukromý hrad na vrchu Hrádek.
V roce 1310 byl vypleněn kostel v Liptovském Jánu a byli z něj odneseny i majetkové listiny Ladislava IV. To dokazuje, že tento kostel musel být postaven již na konci 13. století. První zmínka o faře je v roce 1337.
V roce 1554 rodina Svatojánských založila zemanskou protestantskou školu v jedné ze svých kurií (v té době jich bylo pět). Učili na ní přední kazatelé a učitelé (např. Ján Mathesius a Jakub Spléni). Škola zanikla během povstání Františka II. Rákociho (tedy mezi lety 1705–1709), obnovena byla až v roce 1786 (po vzniku samostatného církevního sboru). V obci od konce 15. století existovala i římskokatolická škola, kterou finančně podporovala katolická větev rodiny Svatojánských.Tato škola zanikla po vzniku protestantské šlechtické školy a obnovena byla koncem 17. století. V roce 1633 se v Liptovském Jánu narodil Martin Sentiváni, významní profesor a vědec na Trnavské univerzitě.
V roce 1735 byl zrekonstruován katolický kostel a postaven nový hlavní oltář a v roce 1785 byl postaven artikulární kostel, který vyhořel v roce 1910. V roce 1808 byla zbořena stará věž, která sloužila jako zvonice.
V roce 1824 upadá těžba drahých kovů ve Svätojánskej Boci (dnes část Liptovského Jána), založené ještě Bohumírem v roce 1263 . V roce 1875 vypukla v Liptově cholera a zcela zaniklo svatojánské hornictví. V roce 1886 byla založena požární zbrojnice a spolek hasičů. V roce 1930 pak zemřel poslední člen rodu Svätojánských; Jozef Svätojánsky a jeho majetky byl prodán Československé republice. V roce 1971 byl postaven areál TJ Start.

## Přírodní poměry
Obec leží v ústí Jánské doliny do Liptovské kotliny, pod výběžkem Nízkých Tater v nadmořské výšce 654 metrů. Protéká jí říčka Štiavnica, která se vlévá do Váhu. Do říčky Štiavnica zde ústí přítoky Ludárov potok, Bystrá, Biela a Stanišovský potok. Na severu sousedí s Beňadikovou a Uhorskou Vsí, na západě s Závažnou Porubou a Demänovskou Dolinou, na východě s Podturňou a Liptovskou Porúbkou a na jihovýchodě s Vyšnou Bocou.
Jižní hranice katastrálního území vede po hřebeni Nízkých Tater a je zároveň hranicí mezi okresy Liptovský Mikuláš a Brezno i Žilinským a Banskobystrickým krajem. Katastr obce leží částečně v Národním parku Nízké Tatry. Nad obcí se tyčí hora Poludnica s výškou 1549 m. Nedaleko obce se také nachází vrchy Smrekovica (1285 m), Štiavnica (2025 m), Krúpova hoľa (1928 m), Baňa (1859 m), Ludárova hoľa (1731 m). Nejvyšším bodem obce je hora Ďumbier (2045 m). Obec je východiskem cest do Jánské doliny, Stanišovské doliny, Ludarovy doliny. Obec leží 9,4 km od Liptovského Mikuláše.
Ve správním území obce leží národní přírodní rezervace Ďumbier a Jánska dolina národní přírodní památky Veľká ľadová priepasť, Starý hrad, Stanišovská jeskyně, Záskočská jeskyně a Jeskyně Zlomísk, přírodní památky Malá Stanišovská jeskyně a Kamenné mlieko. Zasahuje do něj také část národní přírodní rezervace Ohnište.

## Pamětihodnosti
- Kaďa − koupelový termální pramen
- Minerální pramen Teplica − pitný pramen minerální vody
- Medokýš − pitný pramen minerální vody
- Kaštely − soubor 13 místních kaštelů

## Osobnosti
V obci se narodili:
- Ján Čajak (1863–1944), slovenský prozaik
- Vladimír Balco, slovenský filmový režisér a scenárista
- Július Filo, slovenský evangelický farář (a později biskup)
- Martin Sentiváni (1633–1705), slovenský spisovatel, filozof, profesor a děkan Trnavské univerzity
- Ján Stanislav (1904–1977), slovenský jazykovědec

## Fotogalerie

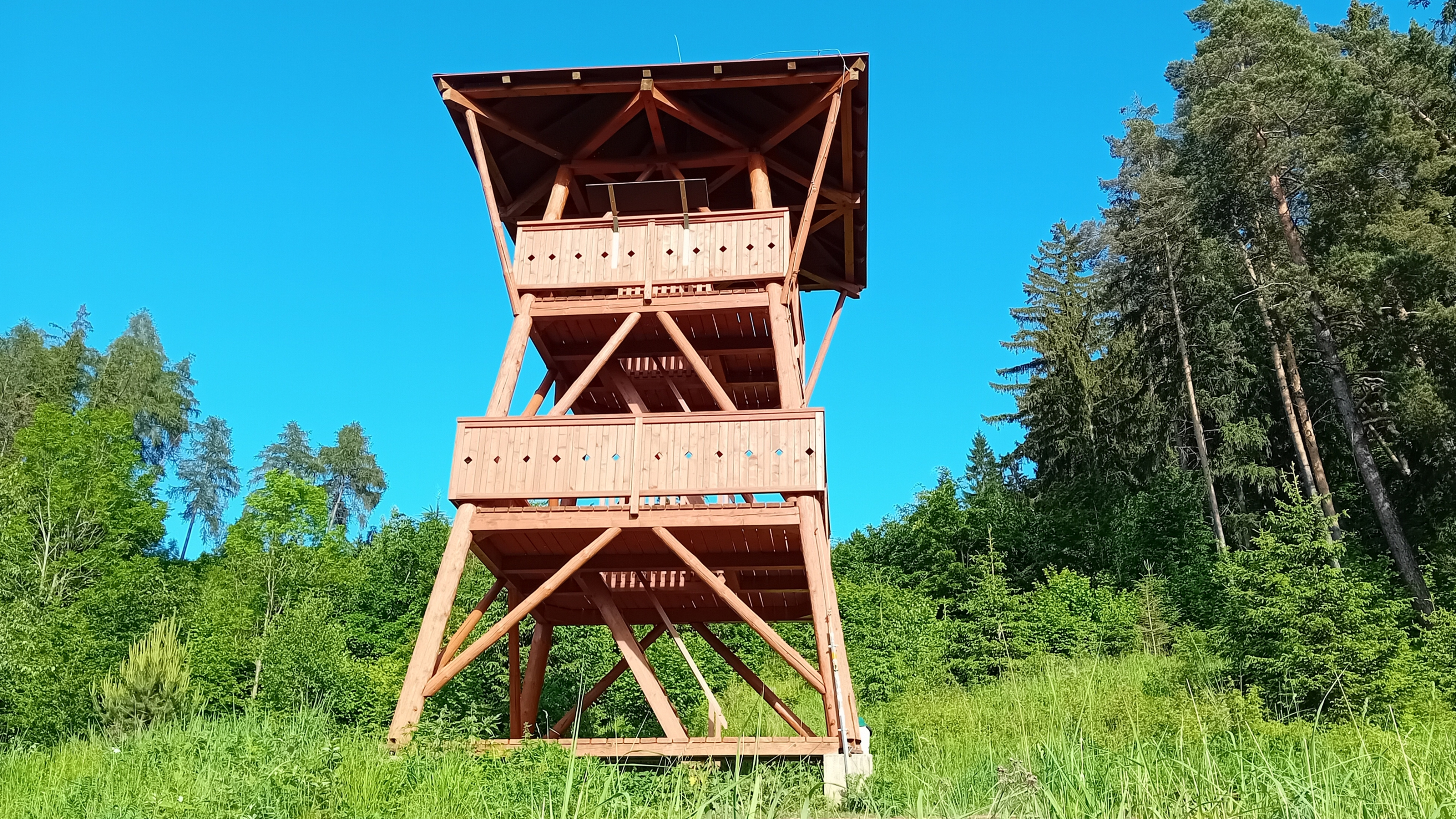
Rozhledna
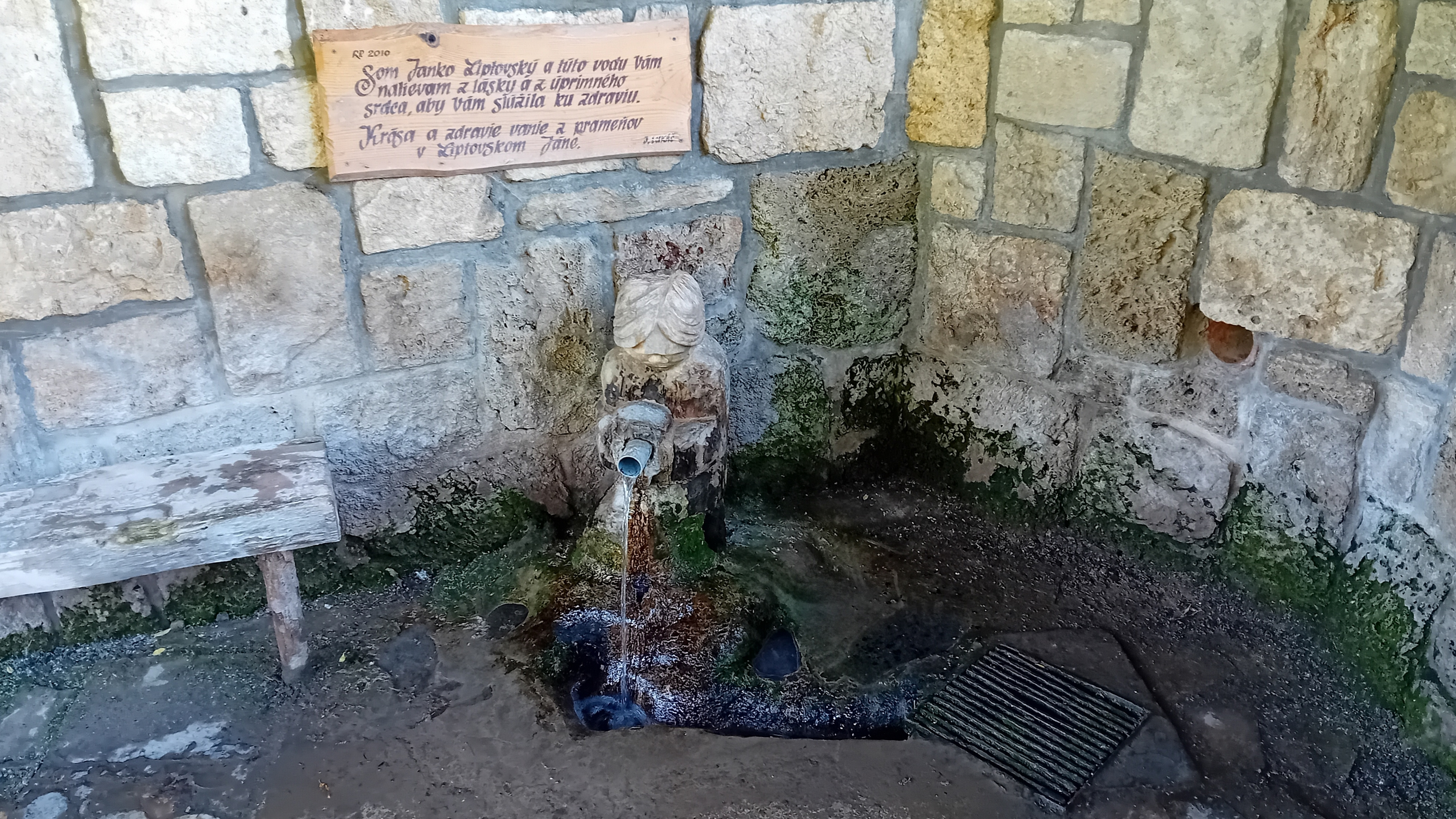
Pramen Teplica
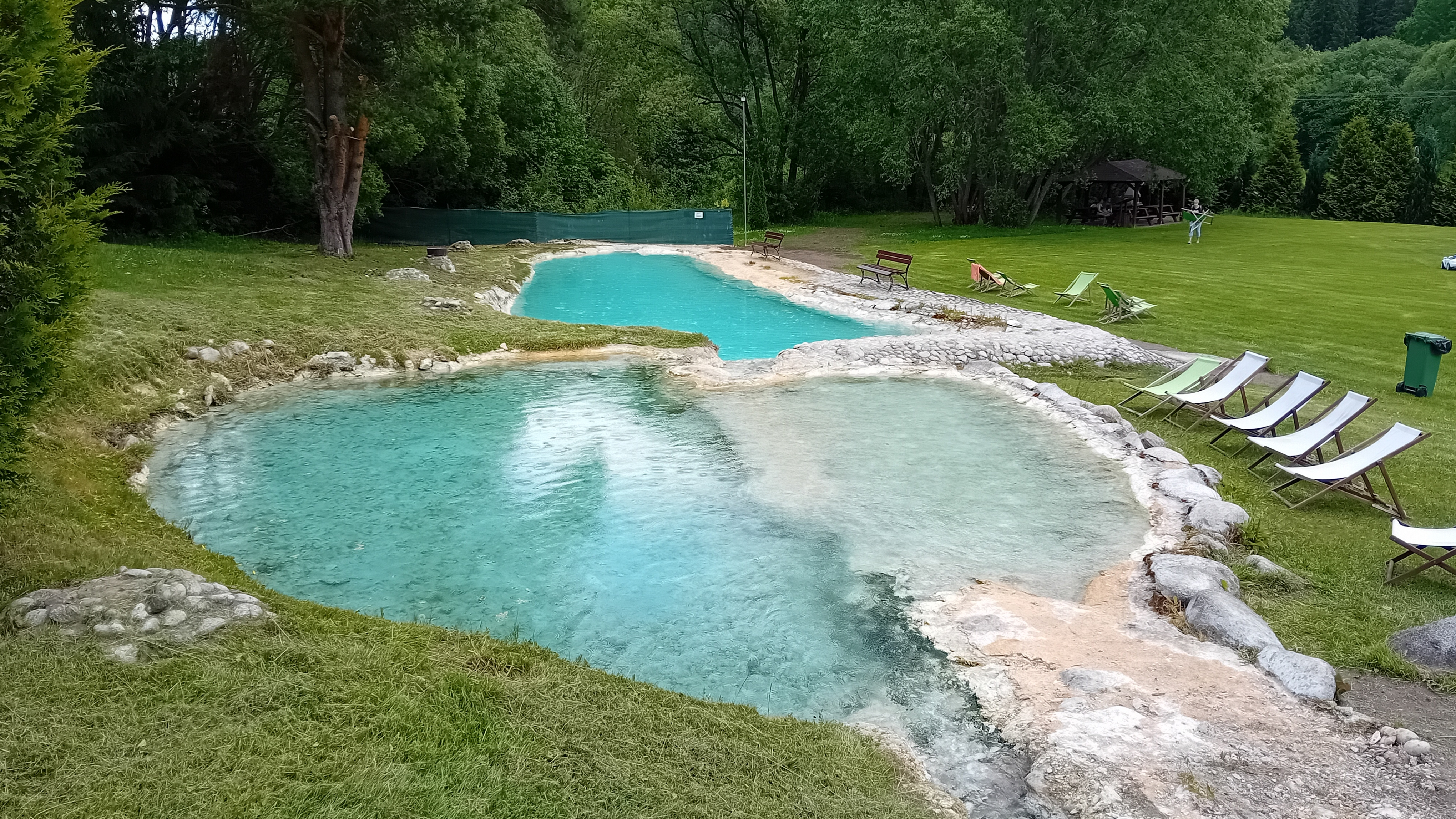
Travertinová jezírka
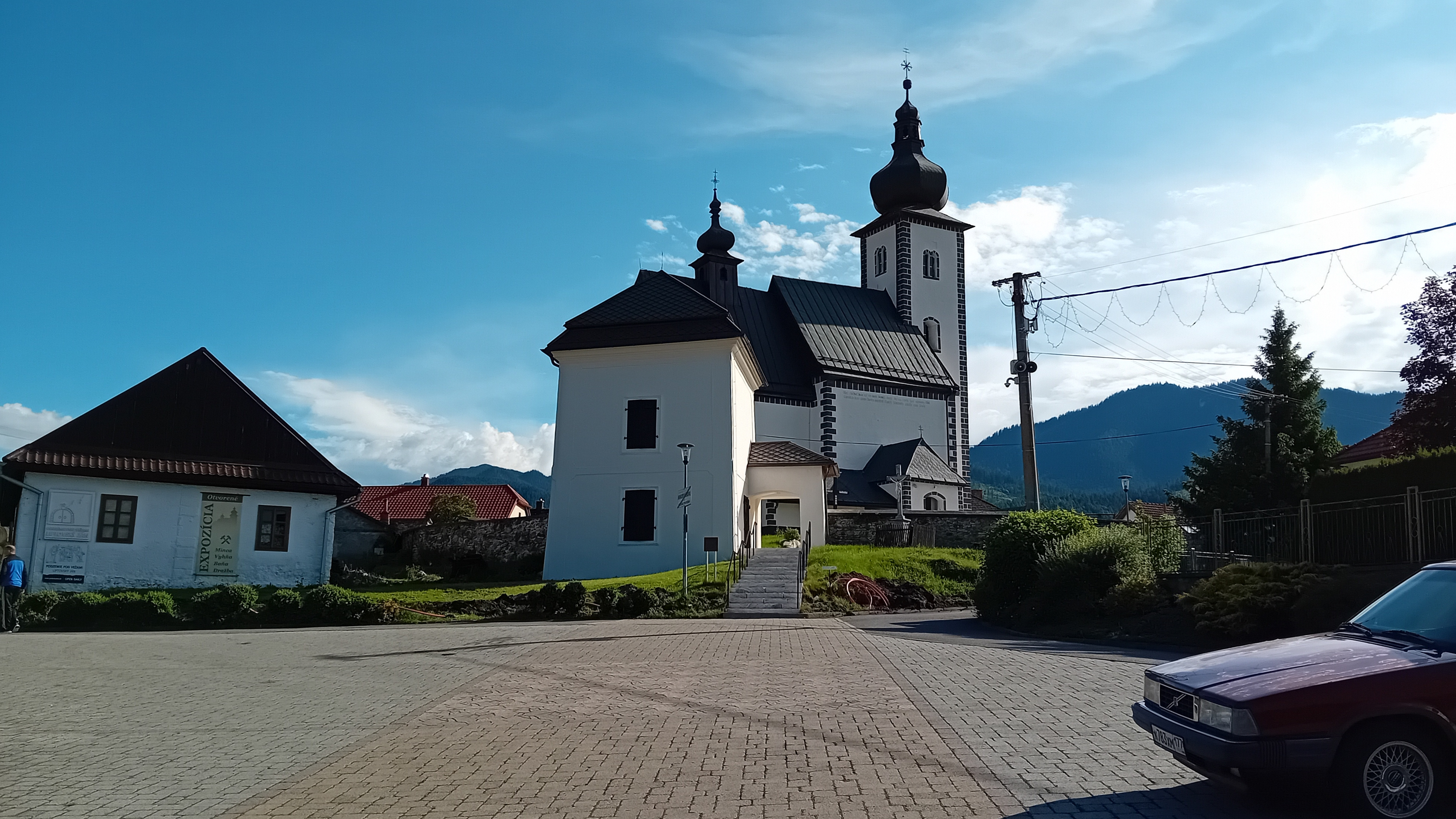
Centrum obce
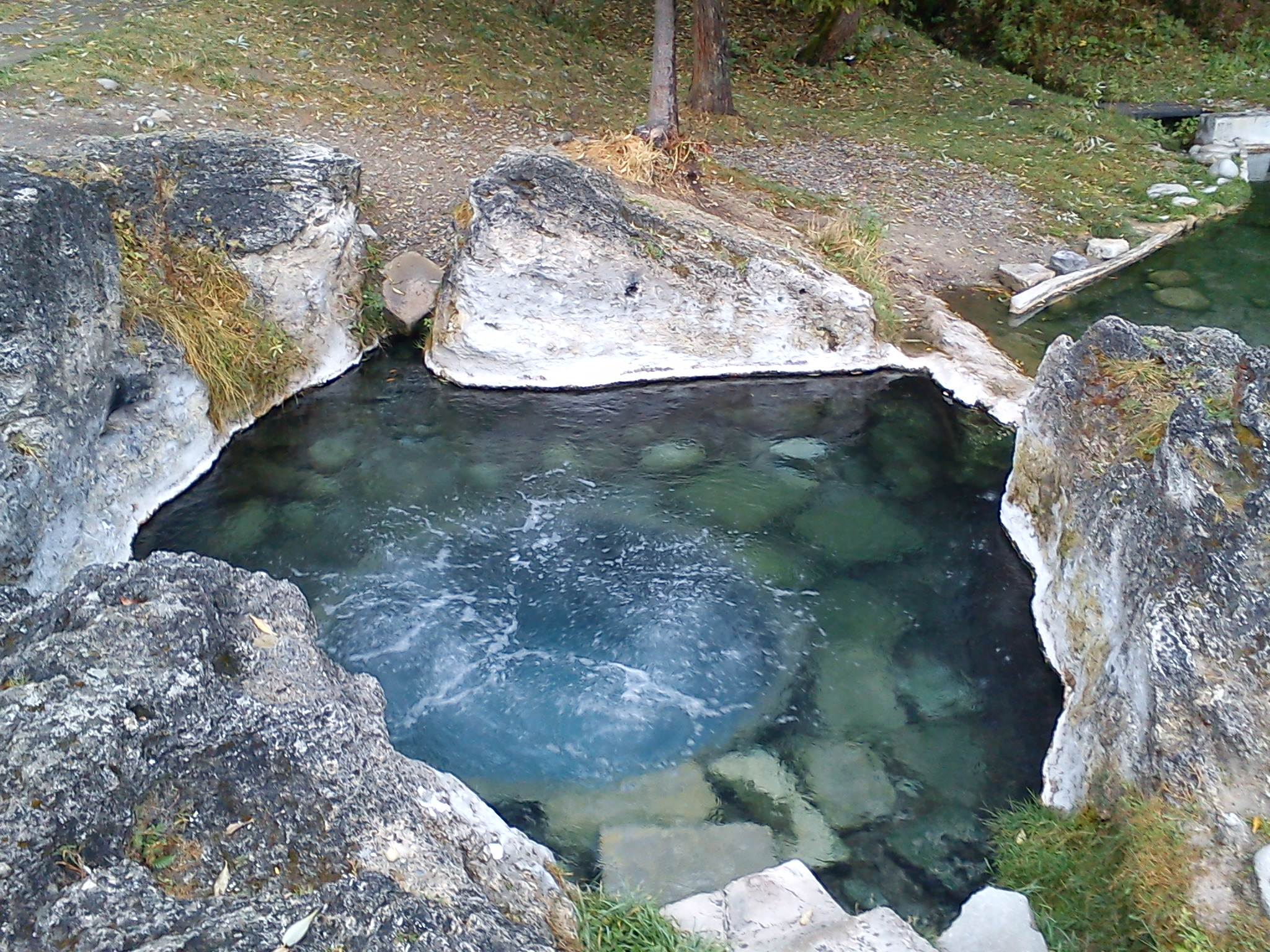
Kaďa
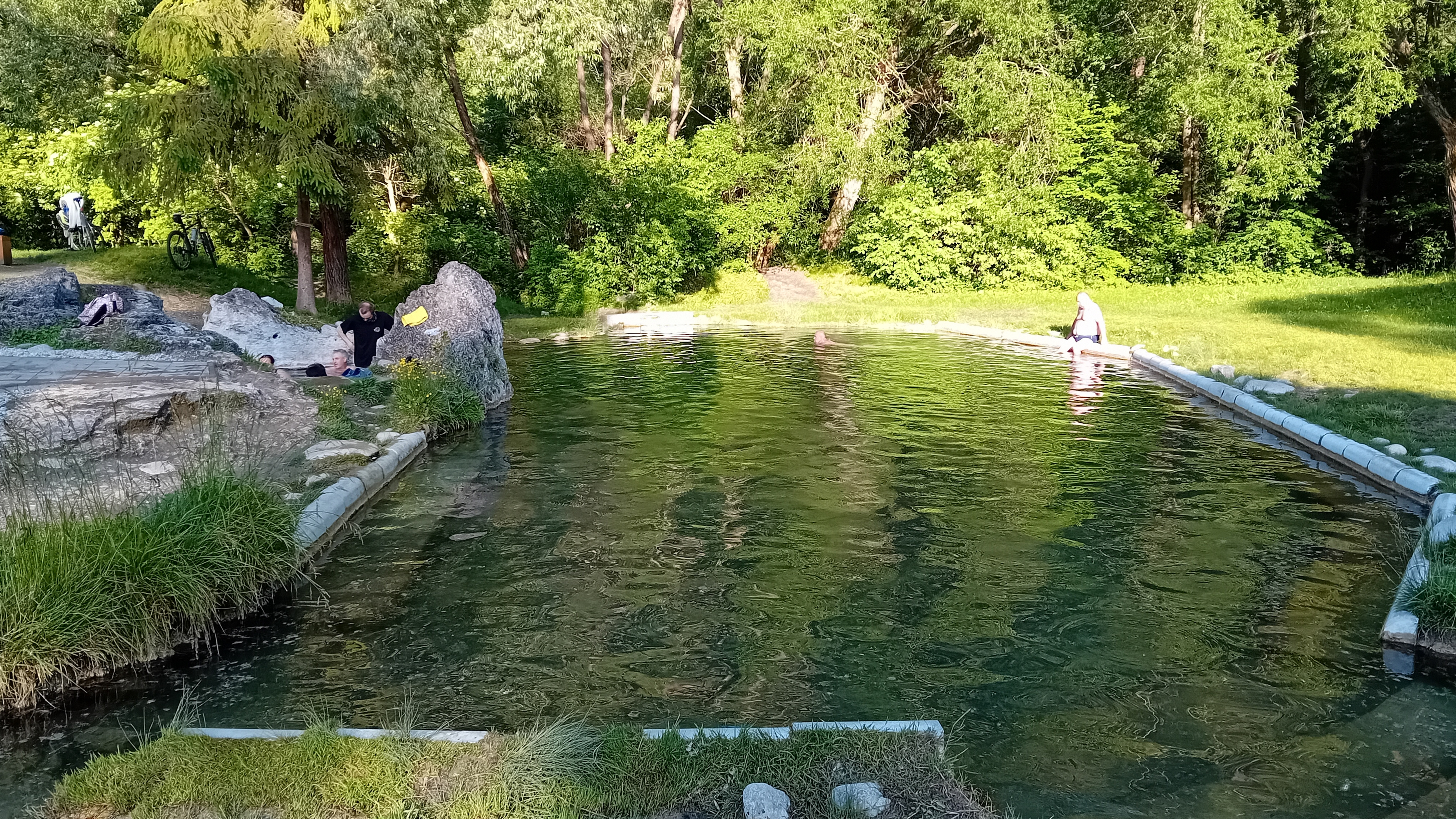
Jezírko pramene Kaďa
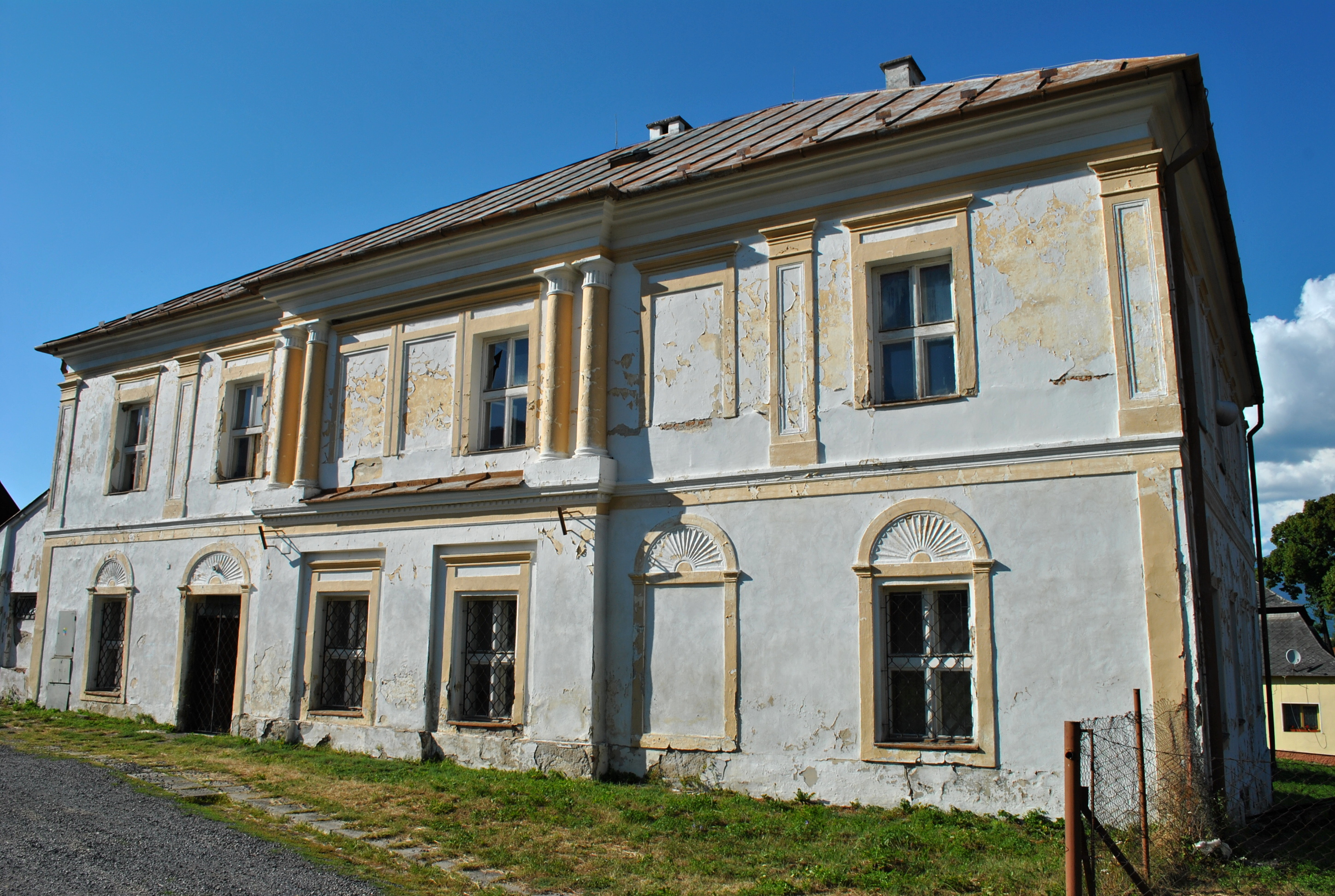
Jeden z kaštelů